# Шмуель Розенталь
Шмуель Розенталь (івр. שמואל רוזנטל; нар. 22 квітня 1947, Петах-Тіква, Ізраїль) — ізраїльський футболіст та тренер, виступав на позиції півзахисника.

## Клубна кар'єра
Шмуель Розенталь народився в Суламіфи, рід якої походив з Польщі, та Мордехая, гравця збірної Литви, який брав участь у Другій Маккабіаді (1935 рік). По завершенні турніру батько Шмуеля вирішив залишитися в Ізраїлі, й зрештою став гравцем «Хапоеля» (Петах-Тіква). Саме в цьому клубі й розпочав свою футбольну кар'єру 10-річний Шмуель, який наприкінці сезону 1963/64 років став стабільним гравцем основного складу першої команди.
У сезоні 1971/72 років він підписав контракт з клубом «Боруссія» (Менхенгладбах), яка на той час виступала в Бундеслізі, ставши першим ізраїльським футболістом, який підписав професійний контракт з клубом вищого дивізіону європейського чемпіонату. Незважаючи на те, що ізраїльські гравці на професіональному рівні виступали по всьому світу, зокрема в таких країнах як ПАР та Австралія, проте ці країни не вважалися лідерами в світовому футболі. Розенталь вирушив до Швейцарії, але протягом року не зміг грати в професіональних командах поза межами Ізраїлю, оскільки на той час усім ізраїльським гравцям було це заборонено. Проте зрештою він отримав повну суму заробітної плати від німецького клубу.
Йому вдалося потрапити до німецького клубу завдяки головному тренеру ізраїльтян, Еммануелю Шефферу, який мав дружні відносини з німецьким тренером Гельмутом Грашоффим. Менхенгладбахці вважалися однією з найсильніших команд європейського футболу, в якій грав цілий ряд гравців національної збірної, такі як Берті Фогтс та Гюнтер Нетцер, які, на думку багатьох, були одними з найкращих футболістів світу своєї епохи. У цій команді Розенталь виступав один сезон (1972/73), а його команда посіла 5-те місце в чемпіонаті. У новій команді ізраїльтянин дебютував 16 вересня 1972 року у переможному (4:3) домашньому матчі 1-го туру Бундесліги проти «Дуйсбурга». У кубку Німеччини на поле не виходив, однак брав участь у двох перших раундах кубку УЄФА, проти «Абердина» та «Відовре». Шмуель розпочав сезон як гравець стартового складу, але пізніше втратив своє місце в команді. Загалом у футболці німецького клубу зіграв у 13-ти матчах чемпіонату та відзначився 1 голом. Того сезону «Борусія» виграла Кубок Німеччини та фіналістом Кубку УЄФА.
Розенталю пощастило, незважаючи на те, що він підписав контракт того ж року, коли відбувся теракт на мюнхенській Олімпіаді. Моссад зумів зберегти життя гравця, оскільки групу скрізь супроводжували німецькі поліцейські. Гравці «Боруссії», які не звикли до таких заходів безпеки, розглядали це як незручність, висловлювали своє невдоволення охороні й зрештою звернулися до керівництва клубу з проханням про розірвання контракту з гравцем. Окрім цього вони побоювалися, що може відбутися спроба завдати шкоди Розенталю, й при цьому екстремісти особливо не будуть розбиратися хто є хто й в результаті постраждають німецькі гравці. До того ж Розенталь, який виступав на позиції ліберо, дуже часто помилявся. На початку сезону 1973/74 років Розенталь ще виступав у Німеччині, але згодом все ж повернувся до «Хапоеля» (Петах-Тіква), де виступав ще протягом трьох років.
За підсумками сезону 1977/78 років «Хапоель» (Петах-Тіква) вилетів з вищого дивізіону Й Розенталь залишив команду, виступаючи протягом наступних років у «Бейтарі» (Тель-Авів). У сезоні 1978/79 років підписав контракт з «Окленд Стомперс» з Північноамериканського чемпіонату, в якому Шмуель відіграв один сезон, а потім повернувся в «Бейтарі» (Тель-Авів), де виступав протягом двох років. Останнім клубом у кар'єрі Розенталя був «Хапоель Лод». У складі цього клубу виступав до 1983 року, будучи граючим тренером вивів команду до Вищого дивізіону чемпіонату Ізраїлю. Наступний рік також розпочав у команді, але в середині сезону вирішив завершити кар'єру.
У 1997 році Розенталь був заарештований і, за вироком суду, засуджений за контрабанду 13 кг кокаїну з Мексики в Ізраїль. Був засуджений на 13 років ув'язнення, але був звільнений уже через чотири роки. Потім працював в Електричній компанії Ізраїлю.

## Кар'єра в збірній
Був капітаном молодіжної збірної, а в сезоні 1964/65 років виграв Кубок Азії.
У червні 1965 року він дебютував у національній збірній Ізраїлю в кваліфікації чемпіонату світу 1966 року проти збірної Болгарії. У 1970 році він брав участь в Олімпійських іграх у Мексиці, де ізраїльська футбольна збірна посіла 5-те місце після того, як у 1/4 фіналі в додатковий час (1:1 в основний час) поступилася збірній Болгарії. У 1970 році був частиною збірної Ізраїлю, яка кваліфікувалася до фінальної частини Чемпіонату світу в Мексиці, де відіграв за головну команду країни в трьох матчах групового раунду: з Уругваєм, зі Швецією та з Італією. У 43-ох матчах збірної виходив на поле переважно на позиції захисника.
У листопаді 1973 року зіграв останній матч за національну збірну. Протягом ігрової кар'єри в складі збірної Ізраїлю зіграв 43 матчі та відзначився 2-ма голами.

## Статистика виступів

### Клубна
| Сезон   | Клуб                       | Країна    | Змагання    | Матчі | Голи |
| ------- | -------------------------- | --------- | ----------- | ----- | ---- |
| 1963/64 | «Хапоель» (Петах-Тіква)    | Ізраїль   | Ліга Леуміт | 4     | 0    |
| 1964/65 | «Хапоель» (Петах-Тіква)    | Ізраїль   | Ліга Леуміт | 29    | 2    |
| 1965/66 | «Хапоель» (Петах-Тіква)    | Ізраїль   | Ліга Леуміт | 30    | 0    |
| 1966/67 | «Хапоель» (Петах-Тіква)    | Ізраїль   | Ліга Леуміт | 29    | 1    |
| 1967/68 | «Хапоель» (Петах-Тіква)    | Ізраїль   | Ліга Леуміт | 29    | 1    |
| 1968/69 | «Хапоель» (Петах-Тіква)    | Ізраїль   | Ліга Леуміт | 30    | 2    |
| 1969/70 | «Хапоель» (Петах-Тіква)    | Ізраїль   | Ліга Леуміт | 24    | 1    |
| 1970/71 | «Хапоель» (Петах-Тіква)    | Ізраїль   | Ліга Леуміт | 27    | 1    |
| 1971/72 | «Хапоель» (Петах-Тіква)    | Ізраїль   | Ліга Леуміт | ?     | ?    |
| 1972/73 | «Боруссія» (Менхенгладбах) | Німеччина | Бундесліга  | 13    | 1    |
| 1973/74 | «Хапоель» (Петах-Тіква)    | Ізраїль   | Ліга Леуміт | 29    | 1    |
| 1974/75 | «Хапоель» (Петах-Тіква)    | Ізраїль   | Ліга Леуміт | 26    | 1    |
| 1975/76 | «Хапоель» (Петах-Тіква)    | Ізраїль   | Ліга Леуміт | 34    | 1    |
| 1976/77 | «Бейтар» (Тель-Авів)       | Ізраїль   | Ліга Леуміт | ?     | ?    |
| 1977/78 | «Бейтар» (Тель-Авів)       | Ізраїль   | Ліга Леуміт | ?     | ?    |
| 1978    | «Окленд Стомперс»          | США       | НАСЛ        | 18    | 0    |
| 1979/80 | «Бейтар» (Тель-Авів)       | Ізраїль   | Ліга Леуміт | ?     | ?    |
| 1980/81 | «Хапоель Лод»              | Ізраїль   | Ліга Леуміт | ?     | ?    |
| 1981/82 | «Хапоель Лод»              | Ізраїль   | Ліга Арціт  | ?     | ?    |
| 1982/83 | «Хапоель Лод»              | Ізраїль   | Ліга Арціт  | ?     | ?    |

## Титули і досягнення
- Бронзовий призер Кубка Азії: 1968